# Hillsborough (Nordirland)
Hillsborough (irisch Cromghlinn) ist eine nordirische Stadt in der historischen Grafschaft Down in dem District Lisburn and Castlereagh. Das historische Zentrum des Dorfes enthält bedeutende Mengen an georgianischer Architektur. Das Dorf war ursprünglich eine kompakte Siedlung, in der regelmäßig ein Markt abgehalten wurde. In jüngerer Zeit wurde das Land im Norden des Dorfes als Wohngebiet erschlossen und Hillsborough wurde Teil des Pendlergürtels von Belfast. 2011 lag die Einwohnerzahl bei ca. 3900 Personen.

## Geschichte
Vor 1661 war das Townland als Crumlin oder Cromlin (von irisch Cromghlinn) bekannt. Bis 1661 wurden das Townland und die Siedlung darin in Hillsborough umbenannt. Es wurde nach Sir Arthur Hill benannt, der 1650 das Hillsborough Fort baute, um die Straße von Dublin nach Carrickfergus zu kontrollieren. Die Familie Hill wurde zu den Earls of Hillsborough, dann Marquises of Downshire.
Ein prominentes Denkmal für den 3. Marquis of Downshire (und in Anlehnung an Nelsons Säule am Trafalgar Square in London) steht im Süden des Dorfes und ist in weiten Teilen der Umgebung sichtbar.

## Sehenswürdigkeiten
Hillsborough Castle, ein zweistöckiges georgianisches Herrenhaus, war von 1924 bis 1973 Government House und ist seit 1973 die offizielle Residenz von Elizabeth II. des Vereinigten Königreichs (und anderen Mitgliedern der königlichen Familie) bei Besuchen in Nordirland sowie des Staatssekretärs für Nordirland. Hillsborough Castle war der Veranstaltungsort für die Unterzeichnung des anglo-irischen Abkommens im Jahr 1985. Der ehemalige Premierminister Tony Blair hielt sich bei vielen Gelegenheiten während der Verhandlungen im Zusammenhang mit dem Friedensprozess im Schloss auf, und er beherbergte George W. Bush im Jahr 2003 für eine Nacht auf dem Schloss.

## Söhne und Töchter der Stadt
- Hamilton Harty (1879–1941), Musiker
- Richard Lyons (* 1979), Autorennfahrer